# Catocala caerulescens
Catocala caerulescens är en fjärilsart som beskrevs av Adolf G. Closs. Catocala caerulescens ingår i släktet Catocala och familjen nattflyn. Inga underarter finns listade i Catalogue of Life.